# Joe Jacobi
Joseph Bennet „Joe“ Jacobi (* 26. September 1969 in Washington, D.C.) ist ein ehemaliger US-amerikanischer Kanute.

## Erfolge
Joe Jacobi wurde im Kanuslalom mit Scott Strausbaugh im Zweier-Canadier von 1988 bis 1992 fünfmal in Folge US-amerikanischer Meister. Zusammen traten sie auch bei den Olympischen Spielen 1992 in Barcelona an. Bei dem Wettkampf wurden zwei Läufe durchgeführt, wobei der schnellste für die Gesamtwertung herangezogen wurde. Nach 124,82 Punkten im ersten Lauf verbesserten sie sich danach im zweiten Lauf auf 122,41 Punkte, womit sie vor Miroslav Šimek und Jiří Rohan aus der Tschechoslowakei sowie den Franzosen Franck Adisson und Wilfrid Forgues Erste und damit auch Olympiasieger wurden.
2004 nahm Jacobi in Athen ein zweites Mal an Olympischen Spielen im Slalom mit dem Zweier-Canadier teil, diesmal mit Matt Taylor. Im gegenüber 1992 mittlerweile veränderten Wettkampfmodus überstanden sie mit einer Gesamtpunktzahl von 223,43 Punkten zunächst die Vorrunde, bei der zwei der zwölf Teams ausschieden. Im Halbfinale, bei dem vier weitere Teams ausschieden, kamen Jacobi und Taylor mit 111,14 Punkten nicht über den achten Rang hinaus und verpassten den Finaleinzug.
Nach seiner aktiven Karriere wurde Jacobi auch als Kanufunktionär tätig. 2010 übernahm er den Posten des CEO beim US-amerikanischen Kanuverband USA Canoe/Kayak.